# Freddy Galvis
Freddy José Galvis (nacido en Punto Fijo, estado Falcón, el 14 de noviembre de 1989) es un campocorto y Segunda base venezolano de béisbol profesional que juega para los Tecolotes de Dos Laredos.

## Carrera como beisbolista
A los 14 años, los Phillies de Filadelfia comenzó a observarlo durante su época de jugador de béisbol juvenil. Participó en el equipo de América Latina en la Serie Mundial de Pequeñas Ligas, pero debido a su estatura de 5 pies 10 pulgadas (1,78 m) y peso de 154 libras (70 kg)), se esforzaron para cautivar la atención de los cazatalentos. Galvis dijo: "Me dijeron que no podía jugar (pro) de béisbol. Pero yo sabía que tenía la capacidad".

### 2006
En 2006, los exploradores Sal Agostinelli y Jesús Méndez lo firmaron durante el periodo reproductor de la firma de aficionados; Galvis, de 16 años, no era una perspectiva especialmente anunciada, pero que habían recibido cierta atención de exploración expertos antes de firmar con los Filis.

### 2007
Galvis participó en la Liga Instruccional de Florida en 2006. La próxima temporada, que comenzó oficialmente el béisbol afiliada en 2007, con los Williamsport Crosscutters de la New York–Penn League de la Clase A temporada corta, a los 17 años, como uno de los cinco jugadores no nacidos en los Estados Unidos. Se hizo una impresión con el personal de los Phillies, debido a las habilidades defensivas sobresalientes que fue comparado a las de Salón de la Fama, Omar Vizquel, y también demostró instintos sólidos, mientras que el corrido de bases, a pesar de que luchan por llegar a la base. Al mismo tiempo, él obtuvo un promedio de bateo de .203 con 9 bases robadas en 38 juegos.

### 2008
En 2008, con el Lakewood BlueClaws de la South Atlantic League de la Clase A (Media), Galvis obtuvo promedio de bateo .238 con 14 bases robadas en 127 juegos. Tenía una particularidad fuerte en mayo, durante la que bateó .313 con 14 carreras impulsadas. También obtuvo la colocación en el equipo de postemporada de las estrellas de la liga.

### 2009
Comenzó 2009 con las Clearwater Threshers de la Florida State League de la Clase A Avanzada (Fuerte), y fue mejor jugador de la liga de la semana después de que él golpeó .417 del 20 de abril al 26 de mayo del año siguiente, se fracturó el dedo anular derecho, y pasó más de dos meses en la lista de lesionados . A partir de entonces, pasó siete partidos con los GCL Phillies de La Gulf Coast League de la clase Rookie desde el 9 de julio hasta el 16 de julio de 2009 antes de terminar la temporada y con los Reading Phillies de La Eastern League en la Clase Doble A, donde se obtuvo un promedio de bateo apenas de .197

### 2010
Galvis volvió a participar con Reading Phillies de La Eastern League de la Doble A, para la temporada 2010 después de obtener una invitación a la liga importante de los Filis de entrenamiento de primavera. Se llevó a todos los bateadores en el este de la liga en porcentaje de fildeo, asistencias, outs y probabilidades totales. Fue nombrado para jugar en la liga de las estrellas del este.
Después de la temporada, hace su debut en la Liga Venezolana de Béisbol Profesional para la Temporada 2010-11 con la organización de Los Navegantes del Magallanes, el 12 de diciembre obteniendo hasta el 7 de noviembre de 2010, en 21 partidos obtuvo un promedio de bateo de .188, produciendo 5 carreras impulsadas, 5 carreras anotadas, 1 triple, 6 bases por bolas, 5 ponches en 57 turnos al bate y tres bases robadas.

### 2011
Entrando en 2011, Galvis a los 21 años, tuvo la mejor temporada de su carrera hasta la fecha. Siempre conocido como un excelente defensor, pero el bateador mediocre, que finalmente fue capaz de mejorar en el plato, gracias en parte a una mucho más riguroso régimen de acondicionamiento fuera de temporada, y también debido a batear más alto en el orden de bateo, donde fue por lo tanto el reto de hacer mayores contribuciones ofensivas mediante la utilización de un enfoque más agresivo. También mejoró su fuerza en el brazo hasta el punto de que, al menos a la defensiva, entrenadores y personal de oficina sintieron que estaba listo para ser un torpedero de Grandes Ligas. Volvió a participar en Doble A con los Reading Phillies de la Eastern League, Galvis obtuvo un promedio de bateo de .273, con 35 carreras impulsadas, en 464 apariciones en el plato a través de 104 juegos. En agosto, Galvis fue promovido a la Triple A con Los Lehigh Valley IronPigs de la International League, con el que obtuvo un promedio de bateo de .298 con 8 carreras impulsadas y 15 carreras anotadas en sus 126 apariciones en el plato durante 33 partidos. Sus excelentes números fueron suficientes para ganar el premio 2011 Paul Owens, que se otorga al mejor jugador de la posición y el lanzador, Al final de la temporada 2011.
Galvis fue enviado a la Liga Venezolana de Béisbol Profesional con las Águilas del Zulia, para la Temporada 2011-12, ya pesar de una breve quiste ganglionar lesión, jugó allí hasta 1 de diciembre. Produciendo un promedio de bateo de .249 con 24 carreras impulsadas, 23 carreras anotadas, 44 hit, 7 dobles, 4 triples, 5 bases robadas, 17 bases por bolas y ponchado en 24 turnos en sus 205 apariciones en el plato durante 47 partidos.

### 2012
Galvis estaba decepcionado al saber que el campocorto de los Philadelphia Phillies, Jimmy Rollins había reafirmado el contrato con los Phillies durante la temporada baja anterior a 2012, ya que Galvis había esperado para reemplazarlo. Dijo que se permitió faneca durante dos horas, y luego siguió su camino. Galvis pensó que se dirigía de regreso a las ligas menores. Entró en los entrenamientos de primavera como "una de las líneas de la historia más intrigantes" para los Phillies , y condujo al equipo en varias categorías estadísticas, pero todavía presume para abrir la temporada en Triple A. Sin embargo, el 19 de marzo de 2012, el gerente general de los Phillies Rubén Amaro Jr. anunció que Chase Utley se perdería el comienzo de la temporada debido a una lesión en la rodilla, y Freddy Galvis sería el día de arranque de apertura allí.
Galvis se convirtió en el primer jugador de Phillies o mejor dicho, hizo lo que ningún jugador de los Phillies había hecho en 42 años: Hizo su debut en las Grandes Ligas en el día de la apertura alineación titular. Cuando lo hizo el 5 de abril se convirtió en Venezolano N°273 en las Grandes Ligas de Béisbol, en su debut, propinó en dos turnos al Bate par de dobles plays. Galvis grabó su primera liga importante bateando en su cuarto juego el 9 de abril, un doble de dos carreras contra el lanzador Aníbal Sánchez de Los Miami Marlins. Cuatro días más tarde, bateó su primer cuadrangular a R. A. Dickey en un partido contra los Mets de Nueva York. Después de pasar dos meses como segunda base de los Phillies, Galvis se lesionó la espalda el 8 de junio; la lesión fue inicialmente pensado para ser una tensión en la espalda baja, pero finalmente diagnosticado como una fractura de Pars en la espalda. Fue colocado en la lista de lesionados poco después. En ese momento, se había "ganado los corazones de los aficionados y se ganó la confianza de su entrenador ... con la defensa deslumbrante."  Mientras que en la lista de lesionados, Galvis dio positivo por tener un metabolito de Clostebol en su sistema, una violación del Conjunto de Prevención de Drogas de las Grandes Ligas y el Programa de tratamiento. Galvis negó las acusaciones, al comentar: "No puedo entender cómo incluso esta pequeña partícula de una sustancia prohibida se metió en mi cuerpo. Yo no y nunca he usaría a sabiendas algo ilegal para mejorar mi rendimiento." [9] No jugó para el resto de las temporada de Phillies 2012 .

### 2013
Hubo un debate considerable sobre si Galvis debe abrir la temporada de 2013 a trabajar en su bateo en Triple A, o en el banco de los principales Phillies de la liga. Gestor de Charlie Manuel prefiere este último, al comentar que incluso en 300 de las ligas mayores jugó entre la segunda base, el campocorto y la tercera base, Galvis podría contribuir en mayor medida en una temporada en las ligas menores. En última instancia, pero tuvo problemas durante el primer tercio de la temporada, y fue enviado a Triple A con los Lehigh Valley IronPigs de La International League el 27 de junio En consecuencia, los Phillies adquieren al veterano jugador de cuadro John McDonald. Se obtuvieron mejores resultados en Triple A, incluyendo una racha de 40 partidos en los que no ha cometido ningún error, y un cuadrangular primer bate el cuatro de julio. Volvió a los Phillies de la MLB el 7 de septiembre de 2013, compiló cuatro hits incluyendo un cuadrangular para ganar el partido contra los Bravos de Atlanta. En general, 19 en la segunda base, 14 en la tercera base, 10 en el campo de la izquierda y seis en el campo corto compone sus 49 principales aperturas totales en la MLB. A nivel de Grandes Ligas, bateó .234 con 6 jonrones y 19 carreras impulsadas, y en Triple A, conectó .245 con 3 cuadrangulares y 25 impulsadas.

### 2014
Galvis abrió la temporada 2014 con un problema de salud. Durante el entrenamiento de primavera, Galvis se contrajo un Staphylococcus aureus resistente a la meticilina infección (más comúnmente conocido como MRSA por sus siglas en inglés), con el pretexto de la casa club de los Phillies en el Bright House Field en Clearwater, Florida. "El equipo más versátil y mejor jugador defensivo", Galvis volvió al club de Grandes Ligas el 11 de abril Después de que él tuvo problemas al comienzo de la temporada, los Phillies lo opcionado a Triple A con Los Lehigh Valley IronPigs de La International League, el 9 de mayo en favor de Reid Brignac. Dos días más tarde, se rompió la clavícula, y pasó dos meses en la lista de lesionados. Después de una asignación de rehabilitación, que tuvo un buen desempeño en Triple A, y se ganó una convocatoria a las Grandes Ligas, en sustitución de Brignac, a quien los Phillies designado a las Ligas menores.
En general, Galvis registró su peor temporada ofensiva hasta el momento; él obtuvo un Promedio de bateo de .176 a nivel de Grandes Ligas con 4 cuadrangulares y 12 impulsadas. Después de la temporada, Michael Baumann de Crashburn Alley escribió: "Después de dos años de retrocesos médicos y de desarrollo, Galvis está aún lejos de entrar en su estación de la edad de los 25, así que es posible el bate se desarrolla de mal en debajo del promedio y Galvis gira en algo. yo no contaría con ello, pero aún dentro del ámbito de lo posible". Cuando los Phillies cambiaron Jimmy Rollins a Dodgers de Los Ángeles antes de la temporada de 2015, los informes de los medios de comunicación especularon que Galvis y César Hernández fueron los nominados presuntivos para comenzar en el campocorto para la próxima temporada, probablemente tratando de cerrar la brecha entre Jimmy Rollins y JP Crawford, el mejor prospecto en la organización de los Phillies.

### 2015
Para la temporada 2015 desde el 6 de abril hasta el 4 de octubre Galvis en 151 juegos, obtuvo un promedio de bateo de .263, produciendo 147 hit, 50 carreras impulsadas, 63 carreras anotadas, 14 dobles, 5 triples, 7 jonrones, 30 bases por bolas, 10 robos de bases y ponchado en 103 turnos, en 559 turnos al bate.

### 2016
Para la temporada 2016 con los Philadelphia Phillies, participa con el equipo desde el 4 de abril hasta el 2 de octubre Galvis en 158 juegos, obtuvo un promedio de bateo de .241, produciendo 141 hit, 67 carreras impulsadas, 61 carreras anotadas, 26 dobles, 3 triples, 20 jonrones, 25 bases por bolas, 17 bases robadas y ponchado en 133 turnos, en 584 turnos al bate.
En la Liga Venezolana de Béisbol Profesional Temporada 2016-17, participa de nuevo con las Águilas del Zulia desde el 6 de diciembre hasta el 28 de diciembre, Galvis en 15 juegos, obtuvo un promedio de bateo de .183, produciendo 11 hit, 1 carreras impulsadas, 6 carreras anotadas, 3 dobles, 1 triple, 1 jonrón, 6 bases por bolas, 0 bases robadas y ponchado en 12 turnos, en 60 turnos al bate.

### 2017
El campocorto venezolano Freddy Galvis, pactó por un año y 4,35 millones de dólares con los Phillies de Filadelfia, con el que evitó acudir a un proceso de arbitraje salarial. En su segunda temporada completa como campocorto titular de Filadelfia, Galvis, que ganó dos millones de dólares en 2016. El oriundo del estado de Falcón, de 27 años, pudiera convertirse en agente libre después de la campaña de 2018.
En la temporada 2017 en la MLB inicia el 3 de abril
Jugará nuevamente con  Águilas Del Zulia en noviembre de 2023